# Le Ménil-de-Briouze
Le Ménil-de-Briouze és un municipi francès situat al departament de l'Orne i a la regió de Normandia. L'any 2007 tenia 512 habitants.

## Demografia

### Població
El 2007 la població de fet de Le Ménil-de-Briouze era de 512 persones. Hi havia 216 famílies de les quals 68 eren unipersonals (53 homes vivint sols i 15 dones vivint soles), 57 parelles sense fills, 76 parelles amb fills i 15 famílies monoparentals amb fills.
La població ha evolucionat segons el següent gràfic:
Habitants censats

### Habitatges
El 2007 hi havia 251 habitatges, 218 eren l'habitatge principal de la família, 22 eren segones residències i 11 estaven desocupats. 240 eren cases i 8 eren apartaments. Dels 218 habitatges principals, 161 estaven ocupats pels seus propietaris, 56 estaven llogats i ocupats pels llogaters i 1 estava cedit a títol gratuït; 2 tenien una cambra, 24 en tenien dues, 52 en tenien tres, 58 en tenien quatre i 82 en tenien cinc o més. 61 habitatges disposaven pel capbaix d'una plaça de pàrquing. A 99 habitatges hi havia un automòbil i a 101 n'hi havia dos o més.

### Piràmide de població
La piràmide de població per edats i sexe el 2009 era:
| Homes | Edats   | Dones |
| ----- | ------- | ----- |
| 0     | 95 o +  | 0     |
| 0     | 90 a 94 | 0     |
| 0     | 85 a 89 | 0     |
| 4     | 80 a 84 | 4     |
| 8     | 75 a 79 | 12    |
| 20    | 70 a 74 | 24    |
| 12    | 65 a 69 | 8     |
| 16    | 60 a 64 | 24    |
| 4     | 55 a 59 | 8     |
| 4     | 50 a 54 | 4     |
| 40    | 45 a 49 | 8     |
| 20    | 40 a 44 | 8     |
| 24    | 35 a 39 | 24    |
| 12    | 30 a 34 | 20    |
| 20    | 25 a 29 | 8     |
| 8     | 20 a 24 | 0     |
| 8     | 15 a 19 | 8     |
| 12    | 10 a 14 | 12    |
| 12    | 5 a 9   | 28    |
| 16    | 0 a 4   | 28    |

## Economia
El 2007 la població en edat de treballar era de 322 persones, 246 eren actives i 76 eren inactives. De les 246 persones actives 227 estaven ocupades (127 homes i 100 dones) i 20 estaven aturades (10 homes i 10 dones). De les 76 persones inactives 31 estaven jubilades, 25 estaven estudiant i 20 estaven classificades com a «altres inactius».

### Ingressos
El 2009 a Le Ménil-de-Briouze hi havia 228 unitats fiscals que integraven 536,5 persones, la mediana anual d'ingressos fiscals per persona era de 15.101 €.

### Activitats econòmiques
Dels 14 establiments que hi havia el 2007, 1 era d'una empresa alimentària, 1 d'una empresa de fabricació d'altres productes industrials, 4 d'empreses de construcció, 2 d'empreses de comerç i reparació d'automòbils, 1 d'una empresa d'hostatgeria i restauració, 1 d'una entitat de l'administració pública i 4 d'empreses classificades com a «altres activitats de serveis».
Dels 5 establiments de servei als particulars que hi havia el 2009, 1 era un guixaire pintor, 2 lampisteries, 1 empresa de construcció i 1 perruqueria.
Dels 2 establiments comercials que hi havia el 2009, 1 era una botiga de menys de 120 m² i 1 una botiga de mobles.
L'any 2000 a Le Ménil-de-Briouze hi havia 44 explotacions agrícoles que ocupaven un total de 912 hectàrees.

## Poblacions més properes
El següent diagrama mostra les poblacions més properes.